# Wisdom (albatro)

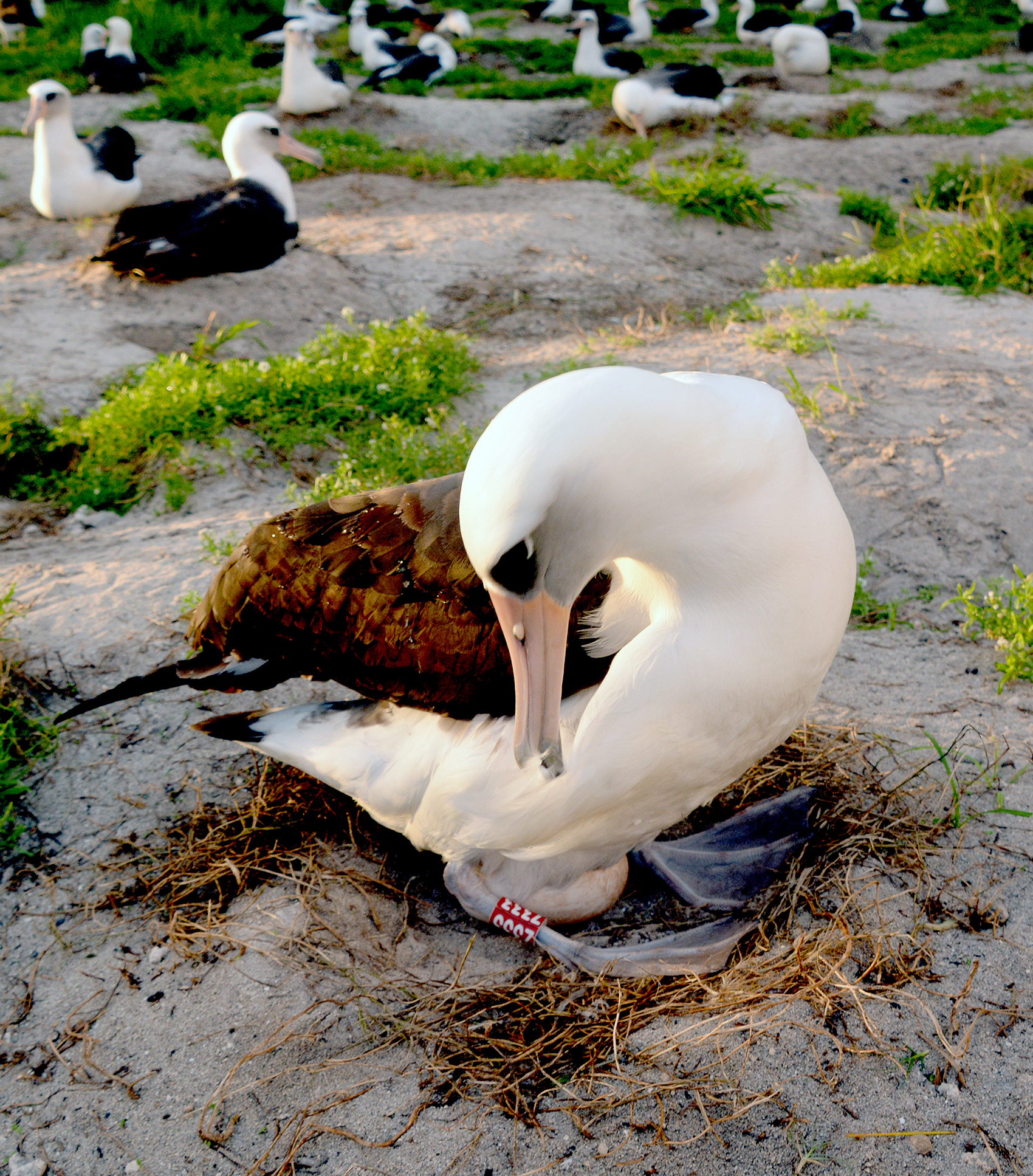
Wisdom mentre cova un uovo a dicembre 2014

Wisdom è una femmina di albatro di Laysan (Phoebastria immutabilis) che, grazie alla sua età stimata di oltre settant'anni, è l'uccello selvatico più vecchio di cui si abbia notizia. Venne avvistata nell'atollo di Midway per la prima volta nel 1956 dal Servizio Geologico degli Stati Uniti (USGS), ed è stata avvistata impegnata nella cova ancora nel Novembre 2024.

## Biografia

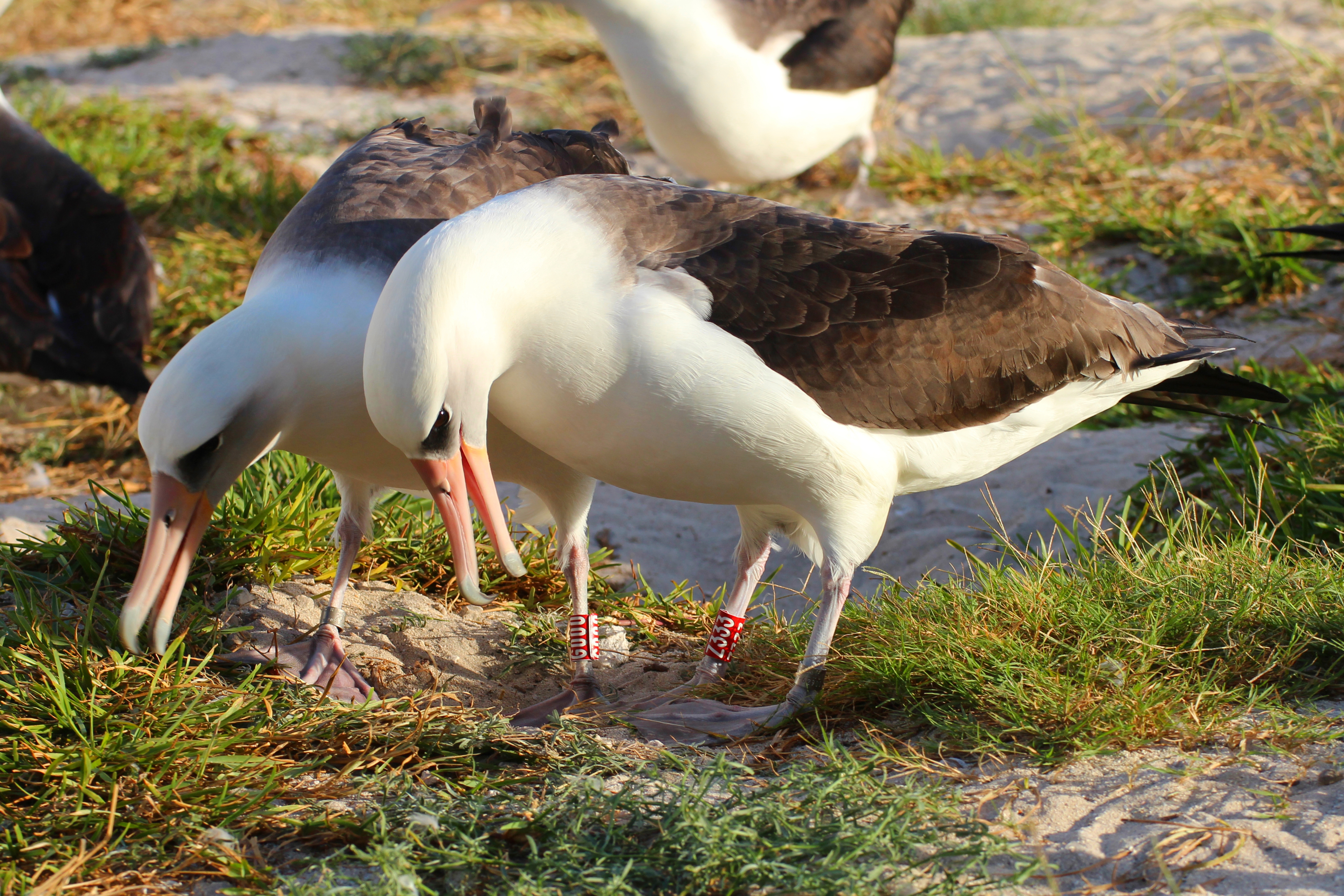
Wisdom (in primo piano) con il compagno Akeakamai nel novembre 2015

La data di nascita di Wisdom non è conosciuta. Nel 1956, avendo deposto un uovo, venne inanellata col codice Z333 nell'atollo di Midway dal biologo dell'USFWS Chandler Robbins; all'epoca venne stimato che avesse almeno cinque anni, che è l'età minima per raggiungere la maturità sessuale negli albatri di Laysan.
L'eccezionale longevità di questo esemplare venne scoperta per la prima volta nel 2002, quando Robbins, tornato sull'atollo di Midway, notò l'albatro con l'anello logoro: allora si pensava che gli albatri di Laysan potessero vivere circa quarant'anni, e Wisdom ne aveva già almeno cinquantuno. L'anello di Wisdom è stato rimpiazzato in totale cinque volte. Il nome "Wisdom" ("saggezza" in lingua inglese) le venne attribuito in quest'occasione, perché per vivere così a lungo era sfuggita a numerosi pericoli e difficoltà, sia di tipo naturale, sia causati dall'uomo. Con il suo pullo è sopravvissuta al terremoto e maremoto del Tōhoku del 2011, che ha provocato la morte di circa duemila albatri di Laysan adulti e centodiecimila pulli, diventando una specie di celebrità in campo ornitologico.
Nella sua vita, Wisdom ha deposto tra le cinquanta e le sessanta uova (con almeno trenta pulli divenuti adulti) ed è sopravvissuta a diversi dei suoi compagni – va notato che gli albatri di Laysan sono monogami, e le coppie restano assieme tutta la vita; dal 2010 al 2021, il suo compagno è stato Akeakamai, che è in seguito probabilmente deceduto. Nel novembre 2024, Wisdom è stata nuovamente avvistata a Midway, dopo aver trovato un nuovo compagno e aver deposto un altro uovo. All'età di almeno 73 anni, è l'uccello più anziano conosciuto ad averlo fatto.